# Fórmula electoral
La fórmula electoral es el cálculo matemático que se aplica para distribuir los escaños en función de los votos obtenidos. No debe confundirse con el sistema electoral, del que la fórmula electoral es solo uno de sus componentes (junto con la circunscripción electoral, la forma de la candidatura, la estructura del voto y la barrera electoral). Se agrupa en fórmulas mayoritarias y fórmulas proporcionales.

## Fórmulas electorales
1. Mayoritarias[2]
  1. Fórmula de la mayoría relativa o first-past-the-post ['el primero consigue el puesto'] (Reino Unido, Estados Unidos, Canadá, Nueva Zelanda)
  2. Fórmula de la mayoría absoluta que suele ser a dos vueltas o ballottage (Francia)
  3. Voto alternativo (Australia)
  4. Voto limitado (elección del Senado de España)
  5. Voto único no transferible (Japón, entre 1947 y 1994)
  6. Voto acumulativo (Estado norteamericano de Illinois)
  7. Voto por puntuación (no se ha puesto en práctica nunca)
2. Proporcionales[3]
  1. Voto único transferible (Irlanda, Malta)
  2. Fórmulas de resto mayor
    1. Cociente Hare o Hare-Niemeyer (Alemania)
    2. Cuota Imperiali (Italia)
    3. Cuota de Droop (Irlanda, Malta)
    4. Cuota Hagenbach-Bischoff (Suiza, Luxemburgo)

  3. Fórmulas de la media más elevada
    1. Fórmula D'Hondt (España, Portugal, Bélgica, Países Bajos, Israel, Argentina, Finlandia),
    2. Fórmula de Sainte-Lague (Dinamarca)
    3. Fórmula de Sainte-Lague modificada (Suecia, Noruega)

## Distorsión de las preferencias
Casi todas las fórmulas electorales comportan una distorsión de las preferencias electorales, respecto a un sistema de proporcionalidad perfecta. La medida de distorsión se define como:

{\displaystyle D={\frac {1}{2}}\sum _{i=1}^{n}|v_{i}-s_{i}|\leq {\frac {1}{2}}\left[(1-v_{w})+(n-1)v_{r}\right]}

donde:
{\displaystyle n\,} es el número total de partidos.
{\displaystyle v_{i}\,} es el porcentaje de voto del partido i-ésimo.
{\displaystyle s_{i}\,} es el porcentaje escaños partido i-ésimo.
{\displaystyle v_{w}\,} el umbral de votos con los cuales un partido obtendría todos los votos de una circunscripción.
{\displaystyle v_{r}\,} el umbral de votos mínimo a partir del cual un partido obtiene escaño en una circunscripción.
Dentro de los diversos sistemas de reparto similares, el método D'Hondt es el que más distorsión produce.